# Kasteel van Nederloo

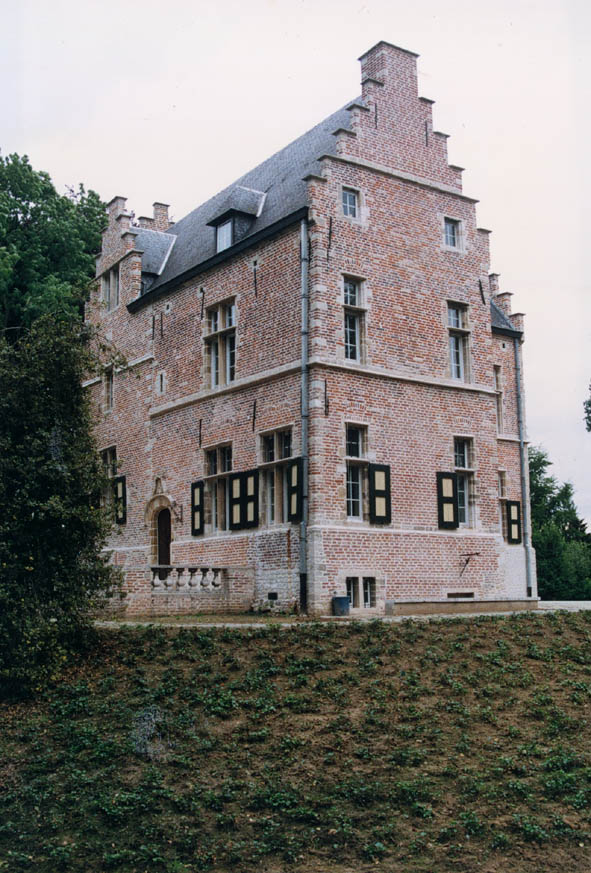
Kasteel van Nederloo in Vlezenbeek

Het Kasteel (van) Nederloo of Hof te Nederloo is een kasteel in Vlezenbeek in de Belgische provincie Vlaams-Brabant. Het dateert uit de 16e eeuw, is opgetrokken in traditionele baksteen- en zandsteenstijl met trapgevels en gotische kruisvensters. Het is een mooi voorbeeld van Vlaamse Renaissance en tevens het oudste burgerlijke gebouw in Vlezenbeek. Het domein herbergt ook een vijver.
Het kasteel werd in het begin van de 20ste eeuw gerestaureerd en is thans privé-bezit en kan niet bezocht worden. Het kasteel van Nederloo is sinds 1953 beschermd.